# Wet wederzijdse erkenning en tenuitvoerlegging vrijheidsbenemende en voorwaardelijke sancties
De Wet wederzijdse erkenning en tenuitvoerlegging vrijheidsbenemende en voorwaardelijke sancties (WETS) is een Nederlandse wet die de erkenning en tenuitvoerlegging van vrijheidsbenemende en voorwaardelijke sancties tussen Nederland en de lidstaten van de Europese Unie regelt. De WETS vormt de implementatie van een drietal kaderbesluiten. Voor de tenuitvoerlegging van sancties door Nederland van lidstaten die deze kaderbesluiten nog niet omgezet hebben in wetgeving geldt de Wet overdracht tenuitvoerlegging strafvonnissen.